# Literatura espanyola de la Il·lustració
Al llarg del segle xviii apareix una nova mentalitat que enllaça amb l'antropologia renaixentista
i que en conseqüència ve a trencar la cosmovisió del món Barroc. Aquest període ha rebut el nom d'«Il·lustració».
Aquest moviment es basa, a grans trets, en l'esperit crític, que trenca abruptament amb el principi d'autoritat, en el predomini de la raó i la seva fonamentació en l'experiència. Aquesta estructura del saber té com a conseqüència que la filosofia i la ciència siguin les disciplines més valorades. Aquest període ha estat conegut en la Història de les Idees com a "Segle de les Llums" o "Segle de la raó". La seva característica més rellevant és la cerca de la felicitat humana a través de la cultura i el progrés.
Les noves idees associades al pensament il·lustrat van fer que l'art i la literatura s'orientessin cap a un nou classicisme (Neoclassicisme), del que es deriva l'adjectiu "neoclàssic". En literatura es busca l'expressió moderada de les emocions, i emular normes i regles clàssiques (recuperades gràcies als descobriments arqueològics d'aquest període). Al mateix temps es va valorar l'equilibri i l'harmonia com el principi estètic dominant. Tradicionalment s'ha tendit a afirmar que contra tanta rigidesa es va reaccionar a la fi de segle, produint-se una volta al món dels sentiments, atorgant-li el nom de "Prerromanticisme". Per a alguns autors com Marta Manrique Gómez en la línia de l'historiador de la literatura Russeld P. Sebold el romanticisme no es constitueix com una reacció contra formes obsoletes sinó com el desenvolupament d'una manera d'expressió prèviament imbricat en els autors que reconeixem canònicament com il·lustrats

## Context històric

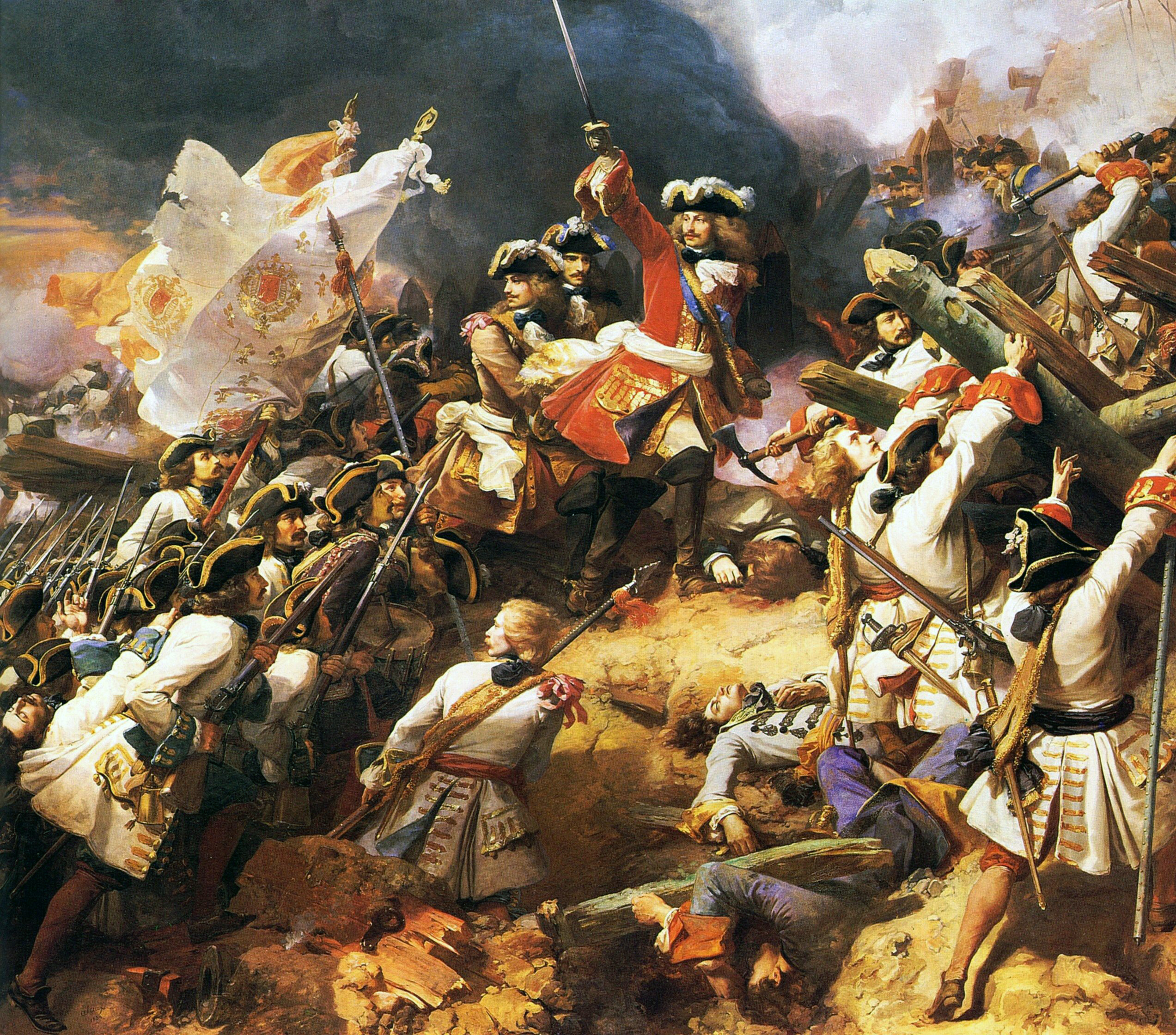
Batalla de Denain.

El segle xviii comença amb la guerra de Successió espanyola (1701-1714). Les potències europees, preocupades davant el poder hegemònic del rei francès Luis XIV, unit al fet que el seu net Felip d'Anjou havia estat nomenat hereu al tron d'Espanya per Carles II, van formar la Gran Aliança i van recolzar l'intent de l'arxiduc Carles d'Àustria per accedir a la corona. Després del Tractat d'Utrecht, Felip V va ser reconegut com a rei d'Espanya (1700-1746), encara que això va implicar la pèrdua dels seus dominis europeus; Menorca i Gibraltar. Al 1724, va abdicar a favor del seu fill Lluís I, però en morir aquest últim alguns mesos després, va tornar a assumir el tron espanyol. Durant el seu regnat va desenvolupar una política centralista i va reorganitzar la Hisenda Pública.
Després de la mort de Felip V, el va succeir Ferran VI (1746-1759), el qual, amb l'ajuda els ministres Carvajal i el marquès de l'Ancorada, va millorar les comunicacions i els camins del país, va fomentar les construccions navals i va afavorir el desenvolupament de les ciències.
Després de la monarquia de Ferran VI, el seu germanastre Carles III el va succeir al tron. Prototip de monarca il·lustrat, va comptar amb l'assistència d'importants ministres, com Floridablanca, Campomanes, Aranda, Grimaldi i el marquès de Squillace. Sense sortir del model de l'Antic Règim va modernitzar el país, va repoblar Serra Morena, va afavorir l'ensenyament, el comerç i les obres públiques.
Durant el regnat de Carles IV, va esclatar la Revolució francesa (1789). Aquest va abdicar donant el poder al seu fill Ferran VII, després de la invasió pels francesos el 1808.

## La Il·lustració a Europa

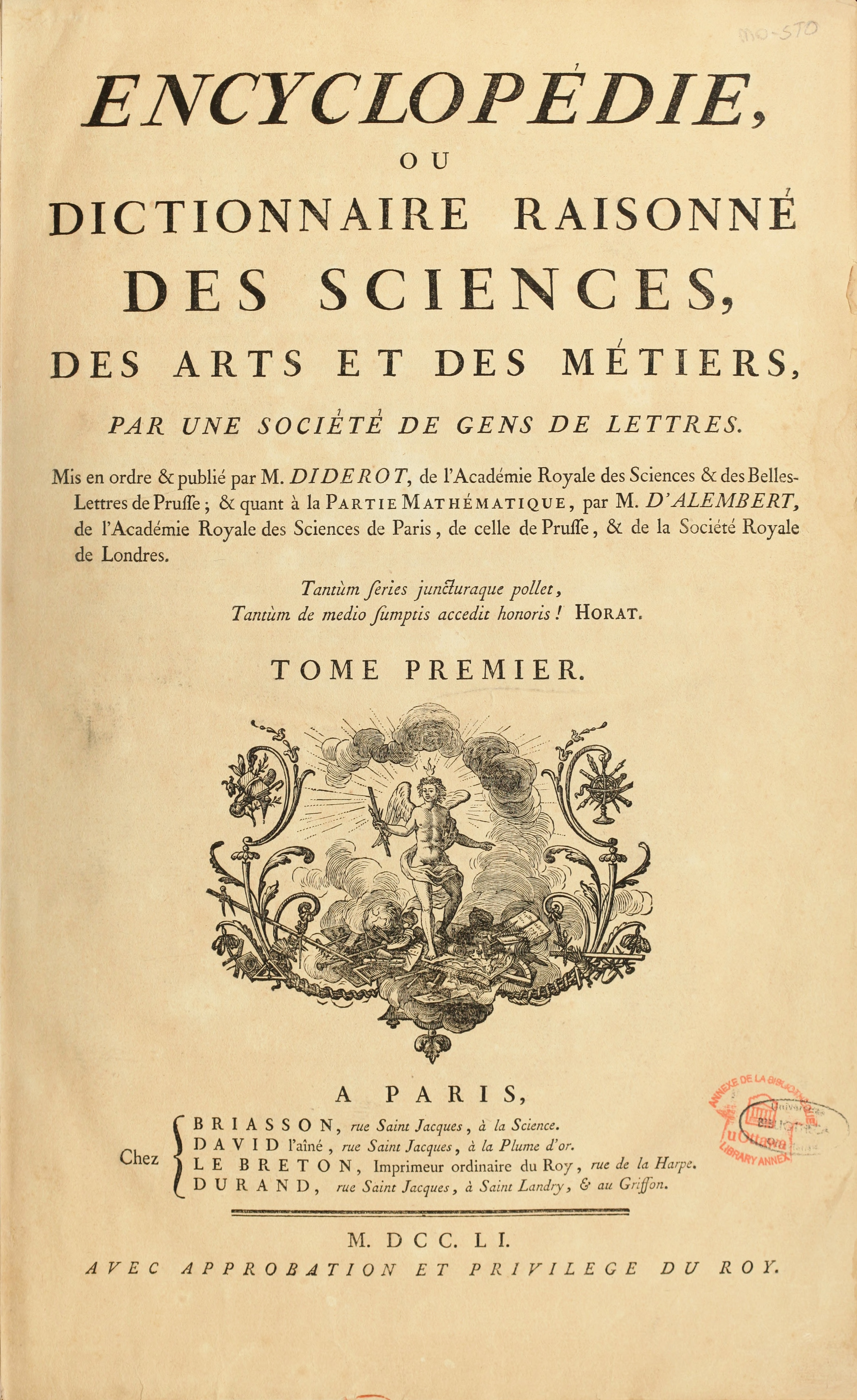
Portada de L'Enciclopèdia (1751).

Cap a les últimes dècades del segle xvii, va entrar en crisi a Europa el sistema de l'Antic Règim, basat en el predomini de dos estaments; eclesiàstic i nobiliari sotmesos a una monarquia absoluta. En aquest segle, Europa va revisar críticament l'ordre establert. Proposa, enfront del pensament anterior la raó com a mètode universal del coneixement, la crítica sistemàtica i impulsa com a base de l'epistemologia el mètode experimental i els estudis basats en el propi raciocini enfront de l'argument d'autoritat que va sostenir el pensament en segles anteriors.
El saber es va desplaçar des de les reunions cortesanes fins als salons burgesos, cafès o les institucions culturals. Es va sentir la necessitat de viatjar per motius d'estudi o plaer, de conèixer altres idiomes, de realitzar esport per enfortir el cos o de millorar les condicions de vida dels ciutadans. Existia a més un gran cansament de l'exuberància ornamental barroca i de la seva dificultat conceptista; es desitjava major claredat i un major equilibri; per això a Roma neix, contra els excessos culterans del Marinisme, sota l'impuls que li presten els crítics Giovanni Mario Crescimbeni i Giovanni Vincenzo Gravina, l'Acadèmia de l'Arcàdia o dels Arcades el 1690, la qual, mitjançant les seves sucursals o coloniae escamparà per tot Itàlia l'ideal del bon gust o buon senso i de la tornada a la literatura clàssica.
En aquesta nova actitud, l'il·lustrat és un filantrop que es preocupa pels altres, proposant i escometent reformes en els aspectes relacionats amb la cultura i la societat. Defensen la tolerància religiosa, es practica l'escepticisme i fins i tot s'arriba a atacar a les religions. En oposició a les monarquies absolutes, Montesquieu va defensar les bases del constitucionalisme modern amb la separació dels poders legislatiu, executiu i judicial. Els il·lustrats volien gaudir de llibertat i triar als seus propis governants. Tot això va inspirar el lema de la Revolució francesa: Llibertat, Igualtat, Fraternitat.
Les teories il·lustrades van tenir el seu origen a Anglaterra, encara que van trobar el seu màxim auge a França, on van ser recollides en la Encyclopédie (Enciclopèdia o Diccionari raonat de les ciències, les arts i els oficis, 1751-1772), editada per Jean le Rond d'Alembert i Denis Diderot. En aquesta obra es van recollir tots els sabers existents de l'època, per ordre alfabètic. Aquesta obra neix de la intenció de fer accessible a tots els ciutadans la totalitat del saber de l'època.

## Les Llums a Espanya

### Antecedents del reformisme: elsnovatoresdelseglexvii
A causa de l'existència de la Inquisició, el desenvolupament científic durant l'època dels Àustries es va veure minvat per la possibilitat efectiva de la censura. El retard, en conseqüència, pel que fa a Europa es manifesta com a evident al començament del segle xviii. Així i tot alguns intel·lectuals no van abandonar la recerca desenvolupant els seus estudis en matèries com l'astronomia, la matemàtica o la botànica. A més van difondre les teories científiques de Galileo Galilei, Kepler, Linneo o Isaac Newton. Entre els novatores destaquen: Juan de Cabriada, Antonio Hugo de Omerique, Juan Caramuel, Martínez, Tosca i Corachán. Al segle xviii, el llegat que van deixar, va ser continuat per altres científics com Jorge Juan, Cosme Bueno, Antonio de Ulloa, etc.

### Penetració de les llums a Espanya
Després de la guerra de Successió els borbons es van trobar amb una Espanya sumida en la misèria i la ignorància. La península Ibèrica tenia amb prou feines set milions i mitg d'habitants. Amb una concepció política francesa, Felipe V va enfortir el poder monàrquic i va potenciar un procés de centralització de la nació, abolint els furs i les lleis dels territoris de la Corona d'Aragó. L'Església va mantenir el seu domini, malgrat l'expulsió en 1767 d'ordes religiosos com la Companyia de Jesús. D'altra banda, el poble pla, format per ramaders, agricultors, funcionaris i marginats, mancava de drets. Els monarques gradualment van ser reduint alguns privilegis a l'aristocràcia hereditària i van adoptar una postura regalista enfront de l'Església, amb la finalitat de realitzar una sèrie de reformes bàsiques. A la fi de segle, havia millorat la qualitat de vida dels espanyols, com així ho demostra l'augment de la població en gairebé tres milions d'habitants, xifra no obstant això menor a la d'altres països europeus.
Les idees il·lustrades van anar entrant a Espanya a través de diverses vies:

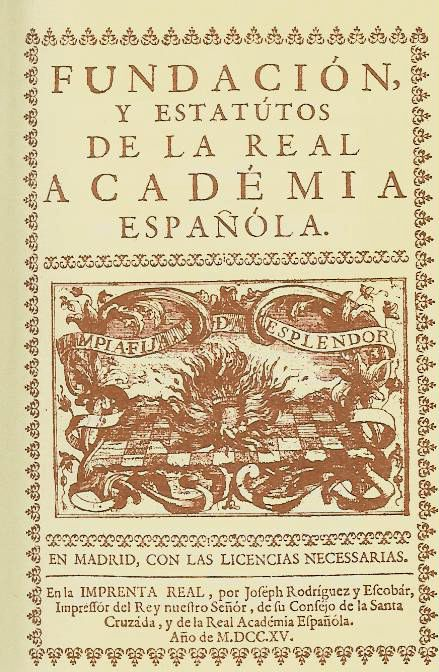
Portada de la primera edició de Fundació i estatuts de la Reial Acadèmia Espanyola (1715).

- La difusió de les idees d'alguns il·lustrats com Gregorio Mayans, Martín Sarment i Benito Jerónimo Feijoo.
- La propagació de les idees enciclopedistes franceses (Rousseau, Voltaire, Montesquieu), malgrat la censura de l'època per evitar la seva introducció a la Península i la vigilància de la Inquisició.
- Les traduccions de llibres francesos de tots els gèneres i la contractació de professors estrangers o erudits en determinades matèries.
- Els viatges d'estudi, coneixement de la vida i costums europeus realitzats pels erudits i intel·lectuals.
- L'aparició de diaris o publicacions on les idees il·lustrades es difonien.
- La creació d'una sèrie d'institucions culturals i de Societats econòmiques d'amics del país destinades a promoure el progrés social i econòmic d'Espanya mitjançant la reforma de les pràctiques tradicionals. La primera de les societats es va fundar al País Basc el 1765, i aviat es van difondre per tot la nació. Estava constituïda per il·lustrats procedents de l'aristocràcia, la burgesia i el clergat. En aquest segle es van crear organismes de gran importància, com la Reial Acadèmia Espanyola, fundada per ocupar-se de la llengua espanyola i la seva literatura. El seu lema era Neta, fixa i dona esplendor. Aquesta societat pretenia establir normes per a l'ús correcte del llenguatge, i el seu primer esforç es va destinar a l'elaboració d'un Diccionari de la llengua castellana, conegut avui com a Diccionari d'Autoritats, en sis volums (1726-1739). En ell es pot trobar l'etimologia de cada paraula, i cada accepció va acompanyada d'un breu text d'un escriptor cèlebre que demostra l'existència d'aquesta accepció. Altres institucions que van sorgir en aquella època van ser la Biblioteca Nacional (1712), la Reial Acadèmia de la Història (1738), el Real Jardí Botànic (1755), la Reial Acadèmia de Belles arts de Sant Fernando (1751), la Reial Acadèmia de Bones Lletres de Barcelona (1752) i el Museu del Prado (1785).

La màxima esplendor de la Il·lustració a Espanya va ser durant el regnat de Carles III, i la seva decadència, per les dates de la Revolució francesa (1789) i la invasió napoleònica de la península Ibèrica el 1808. Els reformadors, malgrat comptar amb el suport de la Corona, no van obtenir el reconeixement dels grups privilegiats; molts van ser qualificats d'extrangeritzants i acusats d'atemptar contra la tradició i l'ensenyament religiós. Després de la Revolució francesa, alguns van ser perseguits, i fins i tot, empresonats.

## L'espanyol alseglexviii
En aquest segle, es lliura una lluita a favor de la claredat i naturalitat del llenguatge artístic, en la qual molts escriptors combatien contra les restes que encara sobrevivien de l'estil Barroc, és a dir, la utilització d'artificis a la qual havia arribat el Barroc tardà.
El llatí era utilitzat a les universitats com a llengua acadèmica, però a poc a poc es va anar substituint en aquest paper. Volien tornar a l'esplendor del Segle d'Or com a llengua literària, però per a això era necessari desenvolupar formes d'expressió concordes amb les ciències experimentals europees, labor que van desenvolupar Feijoo, Sarment, Mayans, Jovellanos, Forner, Capmany, entre d'altres. L'any 1813, després de la Guerra de la Independència, la Junta creada per la Regència per realitzar una reforma general de l'ensenyament, va ordenar la utilització exclusiva de l'espanyol a la universitat.
Molts dels il·lustrats, per a la modernització d'Espanya, van defensar la implantació de l'ensenyament d'altres idiomes (francès, anglès, italià) als centres, i la traducció al castellà d'obres destacades. Al primer es van oposar aquells que defensaven la prioritat de les llengües clàssiques (llatí i grec) enfront de les modernes, i al segon els que rebutjaven les traduccions perquè introduirien a l'espanyol estrangerismes innecessaris i posarien en perill la seva identitat. Van sorgir així dues postures: el casticisme, que defensava un llenguatge pur, sense mescla de veus ni girs estranys, amb paraules documentades en les autoritats (la Reial Acadèmia Espanyola); i el purisme, que s'oposava totalment a la penetració de neologismes, sobretot els estrangers, acusant als seus oponents d'embrutir l'idioma.

## Etapes de la literatura delxviii
Es distingeixen tres etapes en la literatura espanyola del segle xviii:
- Antibarroquisme (Fins al 1750, aproximadament): Es lluita contra l'estil dels últims barrocs, considerat excessivament retòric i retorçat.
- Neoclassicisme (Fins a finals del s. XVIII): Es basa en l'estil clàssic heretat a Europa de les cultures de la Roma i Grècia antigues. Els escriptors imiten als autors clàssics antics com Virgili, Horaci i Ovidi i el seu auge es va estendre des del regnat de Ferran VI fins ben entrat el segle xix.
- Preromanticisme (finals del xviii i començaments del XIX): La influència del filòsof anglès John Locke i de Laurence Sterne, al costat de la dels francesos Étienne Bonnot de Condillac, Jean-Jacques Rousseau i Denis Diderot, farà sorgir un nou sentiment, insatisfet amb la tirania de la raó, que fa valer el dret dels individus a expressar les seves emocions personals (reprimides llavors pels neoclàssics), entre les quals figuren, fonamentalment, l'amor. Aquest corrent anuncia la decadència del Neoclassicisme i obre les portes al Romanticisme.

## Prosa
La narrativa és gairebé inexistent a Espanya durant aquest període. Pràcticament, es redueix a la Vida de Diego de Torres i Villarroel, o al relat Fra Gerundi de Campazas del Pare Isla.
L'assaig és el gènere dominant. Aquesta prosa educativa i doctrinal mostra un desig d'apropar-se als problemes del moment, tendeix a la reforma de costums i sol fer ús de la forma epistolar.
Una altra modalitat de gran influència en aquesta època va ser el periòdic. Literaris, científics o de curiositats, publicacions com el Diari dels Literats d'Espanya, El Censor o El Correu de Madrid van contribuir a difondre a Espanya les teories i les idees del moment, assentant els principis de la Il·lustració.
De vegades, l'intercanvi intel·lectual d'aquestes obres produeix sonades polèmiques, com per exemple la que es va establir amb motiu del provocatiu "Què es deu a Espanya?" del francès Masson de Morvilliers a la seva Enciclopédie Méthodique (1782). Va ser contestat amb la reivindicació per l'Oració apologètica per Espanya i el seu mèrit literari de Juan Pablo Forner (1786); que va ser al seu torn ridiculitzat per la sàtira Oració apologètica en defensa de l'estat florent d'Espanya (1793), més coneguda com a Pa i Toros atribuïda de vegades a Jovellanos, però realment de León de Arroyal.

### Fra Benito Jerónimo Feijoo
El monjo benedictí fra Benito Jerónimo Feijoo i Montenegro (Orense, 1676 - Oviedo, 1764), va rebre una formació aristotèlica, encara que la seva mentalitat era totalment moderna. Les seves obres van aconseguir nombroses edicions i van suscitar moltes polèmiques, tantes, que Ferran VI, en un acte de despotisme il·lustrat, va haver de defensar-lo designant-lo conseller honorari i prohibint els atacs contra la seva obra i la seva persona.
El seu saber es va manifestar en multitud d'assajos que es van agrupar en els vuit volums del Teatre crític universal (1726-1739) i en els cinc de Cartes erudites i curioses (1742-1760). Feijoo veia necessari escriure per treure a Espanya del seu endarreriment; amb aquest propòsit, va donar a la seva obra un caràcter didàctic, marcadament catòlic, però amb la intenció que els nous corrents empírics i racionals s'arrelessin, almenys a les classes cultes. Va ser molt crític amb les supersticions i els falsos miracles.
Feijoo va contribuir a la consolidació del castellà com a llengua culta en defensar el seu ús enfront del llatí, que encara s'emprava a les universitats. També va acceptar la introducció de noves veus, sempre que fossin necessàries, sense importar d'on provenien. La seva producció abasta camps molt diversos, com l'economia, la política, l'astronomia, les matemàtiques, la física, la història, la religió, etc. El seu estil es va caracteritzar per la seva senzillesa, naturalitat i claredat. Para molts crítics, la prosa espanyola es fa moderna amb Feijoo.

### Gaspar Melchor de Jovellanos

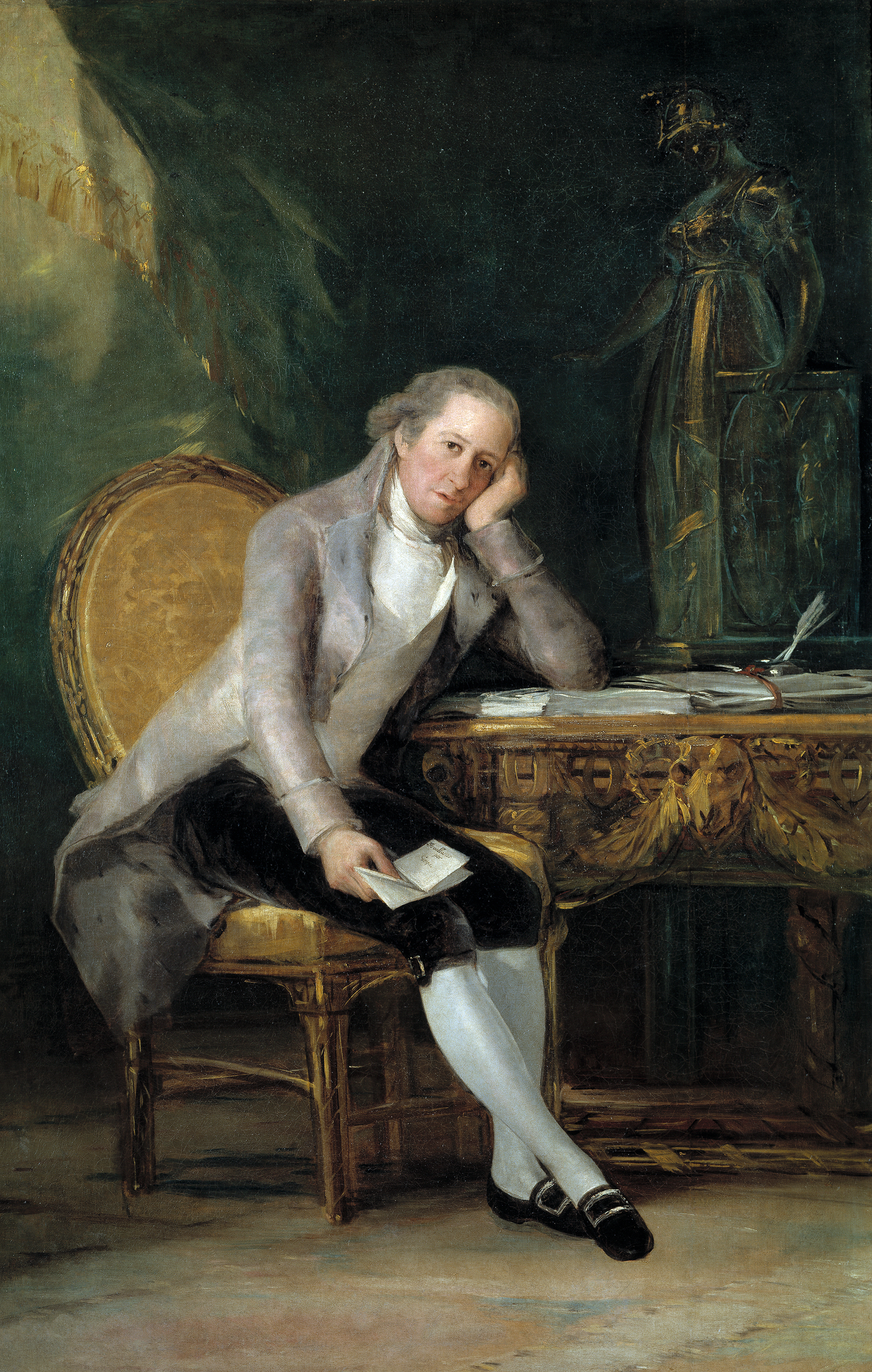
Jovellanos retratat per Goya, 1798. Museu del Prado.

Jovellanos (Gijón, 1744 - Puerto de Vega, Astúries, 1811) és probablement l'assagista espanyol més important del segle xviii. Pertanyent a una família acomodada, va estudiar Dret i va ser destinat a Sevilla, on va entrar en contacte epistolar amb l'Escola poètica de Salamanca. A Madrid, com a alcalde de Casa i Cort, la seva activitat política va ser en constant augment. Després d'un desterrament, va ser nomenat per Manuel Godoy ministre de Gràcia i Justícia, i més tard Conseller d'Estat. En perdre la confiança del ministre, va ser capturat a Mallorca al Castell de Bellver, fins que el Motí d'Aranjuez, que va enderrocar a Godoy, li va retornar la llibertat. Al 1808 va formar part de la Junta Central que feia front a l'exèrcit napoleònic. Va ser perseguit pels francesos i va intentar traslladar-se a Cadis, però les inclemències meteorològiques el van obligar a refugiar-se en el port de Vega de Navia, on va morir.
Jovellanos va començar escrivint poesia lírica, amb el pastoril nom (molt comú en la seva època) de Jovino, i amb ideals il·lustrats. Igual que Cadalso, satiritza a l'aristocràcia inculta en la seva obra A Arnesto. Però aviat es va cansar de la poesia, que va considerar un joc d'adolescent al qual no s'aplicava la raó, i que era impropi d'un home respectable. Curiosament anys més tard incita en vers a la insurrecció de 1808 en el Cant per als asturs contra els francesos.
També va escriure El delinqüent honrat, un drama reformista neoclàssic. S'havia promulgat una llei que condemnava a mort al supervivent dels duels, considerant igualment culpables a l'ofensor i a l'ofès; en això es basa Jovellanos en el seu drama, doncs para ell, només el ofensor és el culpable. L'obra segueix la línia de comèdia sentimental, tan admirada a França, i el seu to és ja prerromàntic.
Un dels seus escrits més difosos, fins i tot internacionalment, va anar l'Informe en l'expedient de la Llei Agrària (1795), que va redactar en nom de la Reial Societat Econòmica Matritense d'Amics del País, des de la perspectiva del liberalisme econòmic, en la línia d'Adam Smith (que havia publicat La riquesa de les nacions el 1776).
La claredat, concisió i sobrietat són els trets característics de l'obra didàctica de Jovellanos.

### José Cadalso

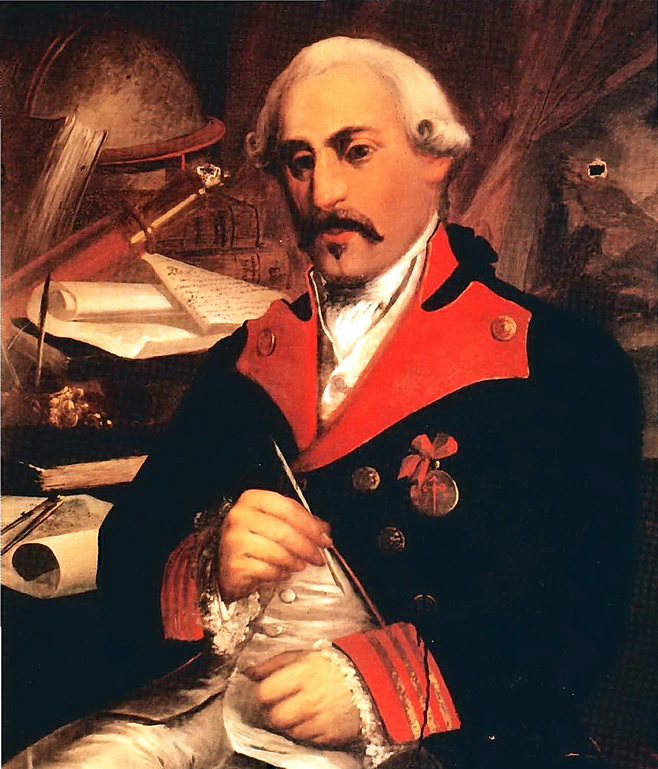
José Cadalso.

José de Cadalso i Vázquez d'Andrade (1741 - 1782) és un altre dels grans prosistes del segle xviii. Va escriure importants obres literàries, sent la seva creació més important Cartas marruecas. D'ell es deia que posseïa una vasta cultura, enriquida pels seus viatges per Anglaterra, França, Alemanya i Itàlia. Va ser militar i va obtenir el grau de coronel. Va estar profundament enamorat de l'actriu María Ignacia Ibáñez, la qual va morir el 1771, a causa del tifus. Els excessos als quals es va lliurar -Cadalso fins i tot va tractar de desenterrar-la- li van valer el seu desterrament a Salamanca (ordenat perquè es guarís del seu estat). Va ser destinat posteriorment a Extremadura, Andalusia, Madrid i finalment Gibraltar, lloc on va morir durant el Gran Setge de Gibraltar. El seu cos sense vida va ser enterrat a la Parròquia Santa María la Coronada en Sant Roque (Cadis).
Com a poeta, i sota el nom de "Dalmiro", va compondre l'obra Ocis de la meva joventut (1773). El seu amor cap a l'actriu María Ignacia Ibáñez el va apropar al món dramàtic. Malgrat que va escriure tres tragèdies, només una d'elles es va representar, i amb escàs èxit: Don Sancho García, comte de Castella (1771). La seva obra en prosa és, no obstant això, més extensa. A Nits lúgubres narra en forma dialogada el frustrat anhel del personatge principal, Tediato, per rescatar de la tomba el cos de la seva estimada. Enterament divuitesc és el llibre Els erudits a la violeta, el qual arremet contra els falsos intel·lectuals; set lliçons que satiritzen a aquells que pretenen saber molt estudiant poc.
No obstant això, les Cartes marruecas (1789), publicades pòstumament, són les que procuren més importància a la producció literària de Cadalso. D'acord amb un model molt conreat a França (per exemple, les Cartes Perses de Montesquieu), l'autor compon un llibre amb noranta cartes que es creuen Gazel, moro que visita Espanya, el seu preceptor i amic marroquí Ben-Beley, i Nuño Núñez, amic cristià de Gazel. Entre ells comenten el passat històric d'Espanya i el seu viure actual i jutgen la labor dels governants i els costums del país.

## Lírica
Al 1737, Ignacio Luzán recollia les idees estètiques del Neoclassicisme en la seva Poètica. Aquest estil va triomfar a Espanya imposant uns criteris d'utilitat i servei a la humanitat, al costat dels desitjos de plaer estètic. Van dominar els ideals artístics importats de França, el "bon gust" i la moderació, i es reprimien sentiments i passions. La subjecció a les normes va ser general, fugint-se de l'espontaneïtat i de la imaginació, que van ser substituïdes per l'afany didàctic.
La poesia neoclàssica va tractar temes històrics, costumistes i satírics. En la variant denominada Rococó, més luxosa i recarregada, van dominar els temes pastorils que exaltaven el plaer i l'amor galant. Formes habituals van ser odes, epístoles, elegies i romanços.
Noms importants de la poesia espanyola són els de Juan Meléndez Valdés, el màxim representant espanyol del Rococó, Nicolás Fernández de Moratín i els fabulistes Tomás de Iriarte i Félix María Samaniego.
La literatura neoclàssica es va desenvolupar principalment en tres ciutats: Salamanca, per persones relacionades amb la seva Universitat; Sevilla amb la influència del seu assistent (càrrec similar al d'alcalde) Pablo de Olavide i Madrid, entorn de la Fonda de Sant Sebastià. D'aquesta manera, s'agrupa als escriptors d'aquella tendència en escoles o grups poètics: L'escola de Salamanca, en la qual es troba Cadalso, Meléndez Valdés, Jovellanos i Forner; l'escola sevillana, en la qual s'inclouen els escriptors Manuel María Arjona, José Marchena, José María Blanco White i Alberto Lista, els qui aviat van evolucionar cap a un Romanticisme primerenc (Prerromanticisme); i el grup madrileny format per Vicente García de l'Horta, Ramón de la Cruz, Iriarte, Samaniego i els Fernández de Moratín.

### Escola de Salamanca

#### Juan Meléndez Valdés

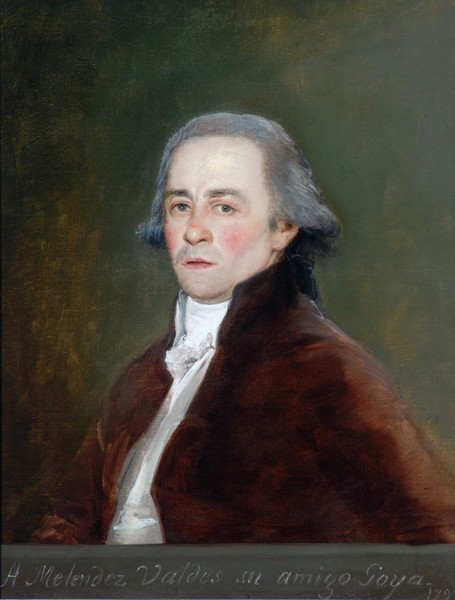
Juan Meléndez Valdés.

Meléndez Valdés (Ribera del Fresno, Badajoz, 1754 - Montpeller, França, 1814) és considerat un dels millors poetes del segle xviii. Va ser catedràtic a Salamanca, on va mantenir amistats amb Cadalso i Jovellanos. Va exercir com a jurista, ocupant destinacions a Saragossa, Valladolid i finalment a Madrid, on va actuar com a fiscal del Suprem. Una vegada que el seu mentor, Jovellanos, va caure en desgràcia davant Godoy, es va ordenar el seu desterrament a Medina del Campo, més tard a Zamora i, finalment, a Salamanca. Va ser un afrancesat durant la guerra de la Independència i va evitar ser afusellat a Oviedo, però no va tenir més remei que exiliar-se després de la derrota de l'exèrcit francès.
Poden diferenciar-se dues etapes en la lírica de Meléndez Valdés:
- En la primera se sent atret en la seva joventut per la poesia rococó predominant i per la influència de José Cadalso. Compon poemes anacreòntics i pastorils amb l'amor com a tema predominant. D'aquesta primera etapa cal destacar l'ègloga Batilo.
- No obstant això, després de la mort de Cadalso, i seguint els consells de Jovellanos, va pensar que la lírica pastoril era impròpia d'un magistrat, així que va compondre un altre tipus de poesia més d'acord amb el seu ofici. Com Jovellanos, se sensibilitza davant les desigualtats socials, defensa la necessitat d'emprendre reformes que millorin la vida del poble, critica els costums cortesanes i la seva poesia es torna filosòfica, sentimental i reflexiva.

El seu estil, en els seus començaments, va ser artificiós i convencional, però més tard es va tornar molt cuidat i precís. Ell mateix va definir el seu propòsit en escriure: "He cuidat d'explicar-me amb noblesa i d'usar un llenguatge digne dels grans assumptes que he tractat".

### El grup madrileny
A la Cort i en els ambients burgesos van calar ràpidament les idees reformistes del segle xviii. A més de les Acadèmies va haver-hi també altres iniciatives particulars que van influir molt en la literatura, com és el cas de la Fonda de Sant Sebastià, fundada per Nicolás Fernández de Moratín i el seu fill Leandro, juntament amb Cadalso i Jovellanos.

#### Els fabulistas: Iriarte i Samaniego
Aquests dos escriptors també van formar part del grup madrileny. Amb la finalitat de corregir defectes i mostrar els valors racionals, van escriure faules.
- Tomás de Iriarte: (La Orotava, Tenerife, 1750 - Madrid, 1791). Va ser un contertulià habitual de la Fonda de Sant Sebastià. Va començar escrivint comèdies de crítica social, com El senyoret acaronat, contra la mala educació dels joves de l'època, i la seva rèplica femenina, La senyoreta malcriada, la protagonista de la qual es deixa seduir per un suposat marquès i perd el seu veritable amor. Malgrat això, la veritable fama d'Iriarte es deu a les seves setanta-sis Rondalles literàries, en les quals sustenta l'ideal neoclassicista mitjançant historietes d'animals.
- Félix María Samaniego: (Laguardia, Àlaba, 1745-1801). Va realitzar els seus estudis a França, on va adoptar les idees enciclopedistes de l'època. La seva obra més important va ser Rondalles morals (1781-1784) que va escriure per als alumnes del Real Seminario Vascongado, seguint el model de Esopo i Fedro, a través del francès La Fontaine.

### L'escola sevillana
Igual que Salamanca, la ciutat sevillana tenia també una gran tradició poètica. Al 1751 es va fundar l'Academia de las Buenas Letras, que va potenciar l'activitat literària. A partir de 1760, i arran de l'arribada de Pablo de Olavide com a intendent del Govern d'Andalusia, es va impulsar notablement la cultura en aquella ciutat. L'any 1776, l'il·lustrat és perseguit i empresonat per la Inquisició.
Per influència de José Cadalso i Meléndez, es van escriure poemes més recarregats i coloristes que els de l'escola de Salamanca, influïts també per Fernando d'Herrera. A l'escola sevillana van destacar poetes com Manuel María Arjona (1771-1820), José Marchena (1768-1820), José María Blanco White (1775-1841) i Alberto Lista (1775-1848). Van escriure poemes patriòtics incitant a la lluita per la llibertat després de la invasió dels francesos i el retorn de Ferran VII, ja al segle XIX. Alguns d'ells van acabar a l'exili.

## Teatre
En teatre, els principals conreadors van ser els del grup madrileny. Es van sotmetre al que ensenyaven els preceptistes clàssics i moderns, i van crear un teatre darrere dels interessos polítics i morals de l'època.
Existeixen tres tendències:
- Tendència tradicional.

Durant la primera meitat del segle xviii el teatre es troba en decadència. Hi ha continuadors de Calderón de la Barca, carents gairebé tots d'inventiva. Entre el públic triomfen les comèdies d'embolics, de màgia, de miracles de sants i d'història. Per a l'aristocràcia, es van muntar sarsueles i òperes, de gust italià. S'estrenen també algunes traduccions d'obres franceses. Els il·lustrats van criticar i satiritzar, demanant la representació d'obres que ensenyessin bons exemples i que respectessin les regles aristotèliques.
- Tendència neoclàssica.

Tractant d'acabar amb aquesta decadència, el comte d'Aranda va manar rescatar les obres del Segle d'Or que no infringissin massa les directrius aristotèliques, adaptant-les de ser necessari, i recolzant també la traducció d'obres estrangeres. Al seu torn, també va animar als escriptors neoclàssics a compondre noves tragèdies vinculades amb la raó i les noves reformes que s'estaven imposant. Diversos autors il·lustres van acceptar aquestes idees, encara que poques obres van atreure al públic.
- Tendència popular.

Els sainets van gaudir del suport popular. Estaven escrits en vers, emparentat amb els passos i entremesos dels segles anteriors. L'autor més important de sainets va ser Ramón de la Cruz.
El teatre adopta les noves modes que arribaven de França. En el teatre neoclàssic també es va imposar la raó i l'harmonia com a norma. Es va acatar l'anomenada «regla de les tres unitats», que exigia una única acció, un sol escenari i un temps cronològic coherent en el desenvolupament de l'acció dramàtica. Es va establir la separació del còmic i el tràgic. Es va imposar la contenció imaginativa, eliminant tot allò que es considerava exagerat o de «mal gust». Es va adoptar una finalitat educativa i moralitzadora, que servís per difondre els valors universals de la cultura i el progrés.
Encara que menys racionalista que altres gèneres, la tragèdia va conrear temes històrics, com és el cas de la més coneguda, Raquel, de Vicente García de l'Horta. Però sense cap dubte el teatre més representatiu del moment va ser el de Leandro Fernández de Moratín, creador del que s'ha anomenat posteriorment «comèdia moratiniana». Enfront del gènere tràgic, el més comú llavors, i que practicava el seu pare, Nicolás, i enfront del sainet costumista i amable de Ramón de la Cruz, Moratín fill va ridiculitzar els vicis i costums de la seva època, en un clar intent de convertir el teatre en un canal per moralitzar els costums.

### Leandro Fernández de Moratín

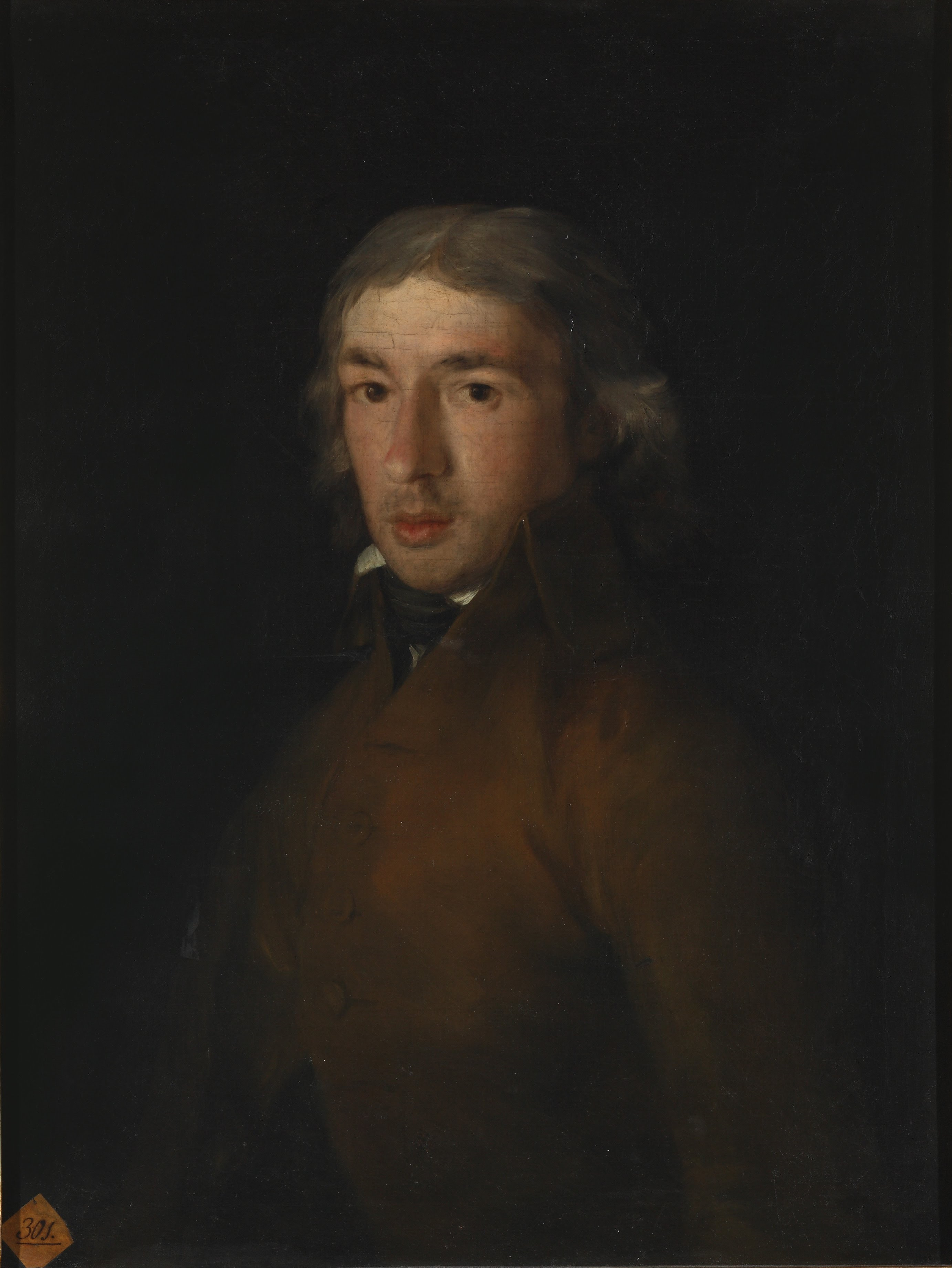
Leandro Fernández de Moratín en 1799, per Goya.

Fill de Nicolás Fernández de Moratín (Madrid, 1760 - París, 1828), Leandro és el principal autor del xviii de teatre. Al seu pare se li deu la seva orientació neoclàssica. Protegit de Jovellanos i Godoy, va viatjar per Anglaterra, França (va presenciar l'esclat de la Revolució francesa) i Itàlia. Va caure enamorat de Paquita Muñoz, molt més jove que ell, amb la qual no va arribar a casar-se pel seu desig de no contreure compromisos. Va ser un afrancesat i va acceptar de José Bonaparte el càrrec de Bibliotecari Major, per la qual cosa se'l va desterrar a França, on morirà després de la derrota dels invasors.
Obra
Com a poeta, va escriure poemes satírics com la Sàtira contra els vicis introduïts en la poesia castellana, tema que torna a tractar en prosa en La derrota dels pedants. La crítica actual considera a Moratín el líric més destacat del segle xviii. En el poema Elegia a les muses, ja vell, s'acomiada de la poesia i del teatre, els quals havien estat la seva raó de viure.
Com a autor dramàtic, va escriure únicament cinc comèdies que li van procurar una gran reputació entre la gent il·lustrada. A El vell i la nena i a El sí de les nenes (1805), defensa el dret que té la dona d'acceptar o no al seu cònjuge contra la imposició de la família, doncs era freqüent casar a jovenetes amb vells adinerats. A La mojigata critica la hipocresia i la falsa pietat. Una altra comèdia és El baró i finalment La comèdia nova o El cafè (1792), una burla cap als autors que ignoren les regles aristotèliques.

### Ramón de la Cruz
El saineter Ramón de la Cruz (Madrid, 1731 - 1794) va ser un dels autors més aplaudits pel públic i més criticat pels neoclàssics (encara que alguns d'ells, davant el suport popular de les seves obres, es va retractar). Va començar escrivint tragèdies de tall neoclàssic, rebutjant el teatre "desarreglat" que preferia la gent. No obstant això, les seves necessitats econòmiques li van fer apropar-se a gèneres menys il·lustrats però més aclamats pel públic i els actors. D'aquesta manera va començar a escriure sarsueles de temàtica espanyola i, alhora, sainets. D'aquests últims va escriure més de quatre-cents, generalment en versos octosíl·labs, i alguns en hendecasíl·labs. Els personatges d'aquest subgènere teatral són populars (manolas, majos, marits burlats, paletes, castanyeres, gentilhomes arruïnats, etc.) i l'acció sol desenvolupar-se a Madrid: La pradera de San Isidro, El Prado por la tarde, El Rastro por la mañana; el seu final, de vegades vol ser exemplificador. El més famós dels sainets és Manolo, sàtira del teatre que escrivien els seus enemics neoclàssics. Amb la seva màxima "jo escric i la veritat em dicta", va poder trobar al poble una font inesgotable, la mateixa que, amb major profunditat, inspiraria a Francisco de Goya.

## Prerromanticisme
Algunes obres de l'Escola de Salamanca auguren el començament del Romanticisme. Així, a Les nits lúgubres de José Cadalso s'introdueix la bogeria, ambients misteriosos i nocturns i una gran passió amorosa.
Altres autors importants són Nicasio Álvarez de Cienfuegos (1764 - 1809), Manuel José Quintana (1772 - 1857), Juan Nicasio Gallego (1777 - 1853) i José Somoza (1781 - 1852).